# دگروند
دگروند (به انگلیسی: simulfix) وندی است که موجب دگرگونی یک یا چند واج موجود در تکواژ می‌شود تا معنای آن را تعدیل کند.
تراوندهای زبان‌های سامی را شاید بتوان نوعی دگروند منقطع به‌شمار آورد.
نمونه دگروندها در زبان انگلیسی عموماً شامل بی‌قاعده‌ها می‌شود که همه آنها باقی‌مانده‌ای از قاعده جمعی هستند که پیش از دگرگونی بزرگ واکه‌ها وجود داشته‌است. این نمونه‌ها شامل موارد زیر هستند:
- man → men, woman → women
- louse → lice, mouse → mice
- foot → feet, tooth → teeth